# 索莫蒂約
索莫蒂約（西班牙語：Somotillo），是尼加拉瓜的城鎮，位於該國西部，由奇南德加省負責管轄，始建於1873年，面積725平方公里，海拔高度36米，2005年人口29,030，人口密度每平方公里40.04人。
13°02′N 86°55′W / 13.033°N 86.917°W